# لی آییوئه
لی آییوئه (انگلیسی: Li Aiyue؛ زادهٔ ۱۵ اوت ۱۹۷۰) جودوکار زن اهل چین بود. وی در بازی‌های المپیک تابستانی ۱۹۹۲ و ۱۹۹۶ شرکت کرده‌است.
وی در مسابقات کشوری و بین‌المللی در مجموع برندهٔ ۱ مدال نقره شده‌است.